# フランス領セネガンビア・ニジェール

セネガンビア・ニジェール
Sénégambie et Niger (フランス語)
السنغامبيا والنيجر (アラビア語)

セネガンビア・ニジェールは、フランス領西アフリカの一部として設置された短命の行政区であり、現在のニジェール、マリ、セネガルの地域に位置していた。

## 歴史
セネガンビア・ニジェールは1902年に設立され、1904年に再編されてオーセネガル・ニジェールとなった。

## 切手

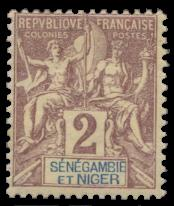
セネガンビア・ニジェールの切手（1903年）

セネガンビア・ニジェールは短命に終わったが、フランス政府はこの行政区向けに郵便切手を発行した。「SENEGAMBIE / ET NIGER」と刻まれたNavigation et Commerceシリーズの特別版が使用された。